# Nigel Winterburn
Nigel Winterburn (Arley, Inglaterra, 11 de diciembre de 1963) es un exfutbolista inglés, se desempeñaba como lateral izquierdo. Jugó 13 años seguidos en el Arsenal FC.

## Clubes
| Club            | País       | Año         | Partidos | Goles |
| Wimbledon FC    | Inglaterra | 1983 - 1987 | 165      | 8     |
| Arsenal FC      | Inglaterra | 1987 - 2000 | 440      | 8     |
| West Ham United | Inglaterra | 2000 - 2003 | 82       | 1     |

- Datos: Q373415